# Roberto Miguel Acuña
Roberto Acuña (Avellaneda, 25 de març de 1975) és un futbolista argentino-paraguaià. Ocupa la posició de migcampista central.
El 1989 es trasllada al Paraguai per jugar amb el Nacional d'Asunción, i pren la nacionalitat d'eixe país. El 1993 retorna a l'Argentina per militar a l'Argentinos Juniors, al Boca Juniors i a l'Independiente. El 1995 guanya la Supercopa sud-americana.
L'estiu de 1997 passa a la lliga espanyola, tot fitxant pel Reial Saragossa, on romandria cinc anys i aconseguiria la Copa del Rei del 2001. El 2002 passa al Deportivo de La Corunya, però no compta massa per al club gallec i és cedit a l'Elx i a l'Al Ain. El 2007 torna a Sud-amèrica, primer al Rosario Central argentí i després a l'Olímpia del Paraguai.
El 2001 va ser nomenat futbolista paraguaià de l'any.

## Selecció
Acuña va ser un dels jugadors més importants del combinat de Paraguia en la darrera dècada del segle XX i primera del XXI. Va jugar prop d'un centenar de partits i tres Mundials: 1998, 2002 i 2006. Jugà a la lliga espanyola a Real Zaragoza, Deportivo de La Corunya i Elx CF.